# Karina Nose
Karina Nose, 能瀬 香里奈 (Nose Karina?) (Nagoya, 21 febbraio 1984), è una modella e attrice giapponese, nota anche con il solo prenome Karina (香里奈?, Karina).

## Biografia
Inizia la carriera d'attrice nel 2000, dopo esser stata attiva nel campo della moda. Di studi e formazione artistica, ha studiato per più di 10 anni balletto classico, comparendo in svarietà spettacoli e variati televisivi.

## Filmografia

### Televisione
- 2001 Kabachitare (Fuji TV)
- 2002 The Long Love Letter (Fuji TV)
- 2004 Division 1 2H (Fuji TV)
- 2004 Nurseman ga Yuku (NTV)
- 2005 Umizaru (Fuji TV, epi 1)
- 2006 Yaoh (TBS)
- 2006 CA to Oyobi (NTV)
- 2006 Message (MBS)
- 2006 Boku no Aruku Michi (Fuji TV)
- 2007 Tsubasa no oreta tenshitachi 2: Merchandise (Fuji TV)
- 2007 Bambino! (NTV)
- 2007 Ushi ni Negai wo: Love & Farm (Fuji TV)
- 2008 Daisuki!! (TBS)
- 2008 Sensei wa Erai! (NTV)
- 2008 Ryokiteki na Kanojo (TBS, epi 11)
- 2008 Kiri no Hi (NTV)
- 2008 Myu no Anyo Papa ni Ageru (NTV)
- 2008 Real Clothes (Fuji TV)
- 2008 Galileo: Episode Zero (Fuji TV)
- 2009 Love Shuffle (TBS)
- 2009 Kochira Katsushika-ku Kameari Koen-mae Hashutsujo (TBS)
- 2009 Hataraki Gon! (NTV)
- 2009 Real Clothes (Fuji TV)
- 2010 Freeter, ie o kau (Fuji TV)
- 2011 Misaki Number One! (NTV)
- 2011 Freeter, ie o kau SP (Fiji TV)
- 2011 Watashi ga Renai Dekinai Riyuu(Fuji TV)
- 2012 Dirty Mama! (NTV)
- 2012: Priceless (serie televisiva) (Fuji TV)
- 2013 Summer Nude

### Cinema
- 2004 Shinkokyuu no Hitsuyou
- 2004 Tengoku no Honya ~Koibi~ / Heaven's Bookstore - The Light of Love
- 2005 Umizaru
- 2006 Rinne
- 2007 Shaberedomo Shaberedomo
- 2007 Koizora
- 2010 Parade
- 2010 Love Come
- 2010 Umizaru 3: The Last Message
- 2011 Ashita no Joe
- 2011 Usagi Drop